# Station Holleken
Station Holleken is een spoorweghalte langs spoorlijn 124 (Brussel - Charleroi) in de gemeente Linkebeek.

## Treindienst
| Serie | Treinsoort             | Route                                                                                  | Bijzonderheden |
| ----- | ---------------------- | -------------------------------------------------------------------------------------- | --- |
| S 1   | S-trein Brussel (NMBS) | Charleroi-Centraal – /Nijvel – Holleken – Brussel-Zuid – Mechelen – Antwerpen-Centraal | Op zondag een deel Brussel-Noord - Nijvel en een deel Brussel-Zuid - Antwerpen-Centraal. Tijdens de week eerste en laatste ritten van/naar Charleroi-Centraal. |

## Galerij

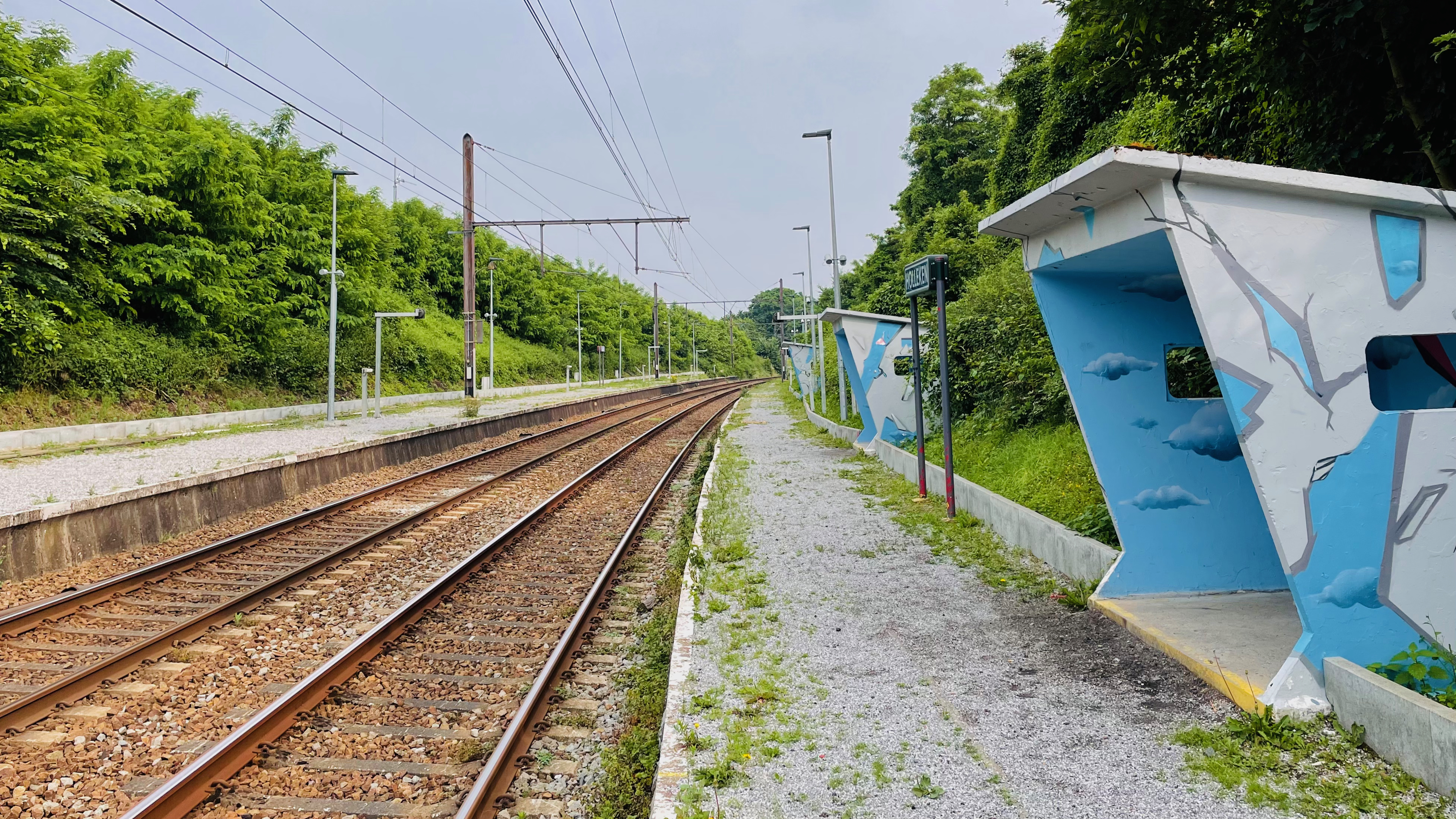
Zicht op de perrons
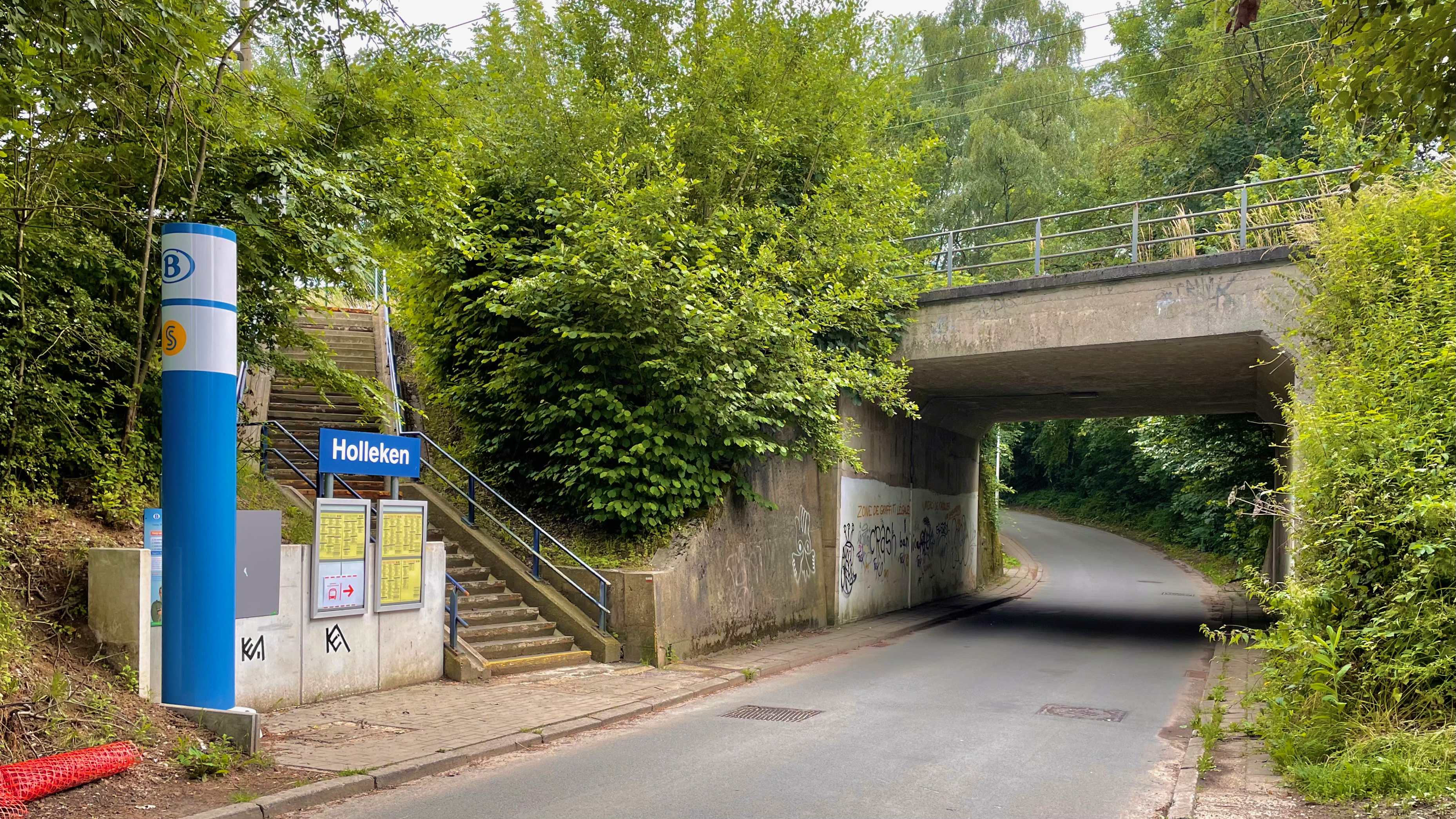
Spoorbrug aan het station
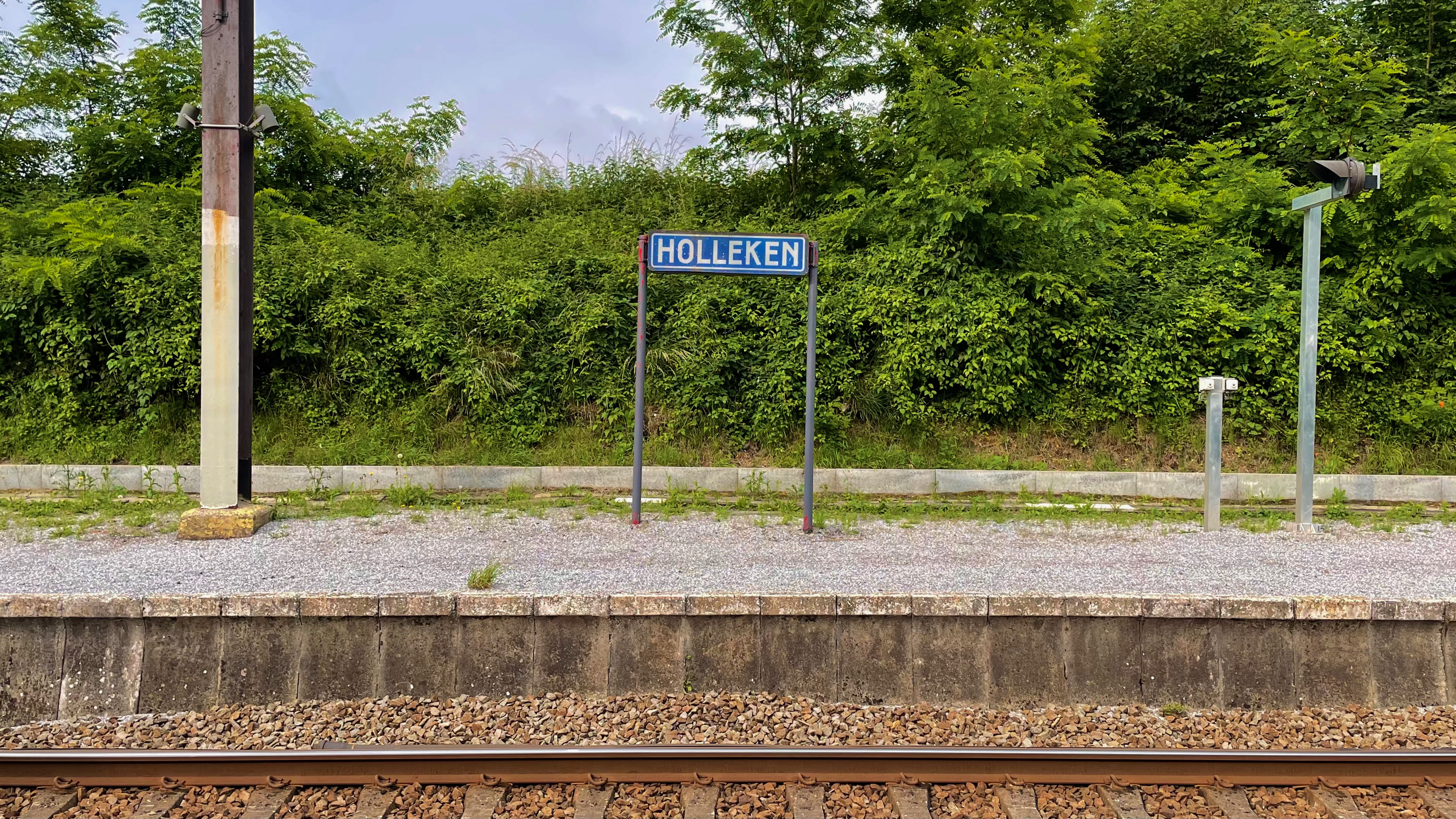
Plaatsnaambord op een perron
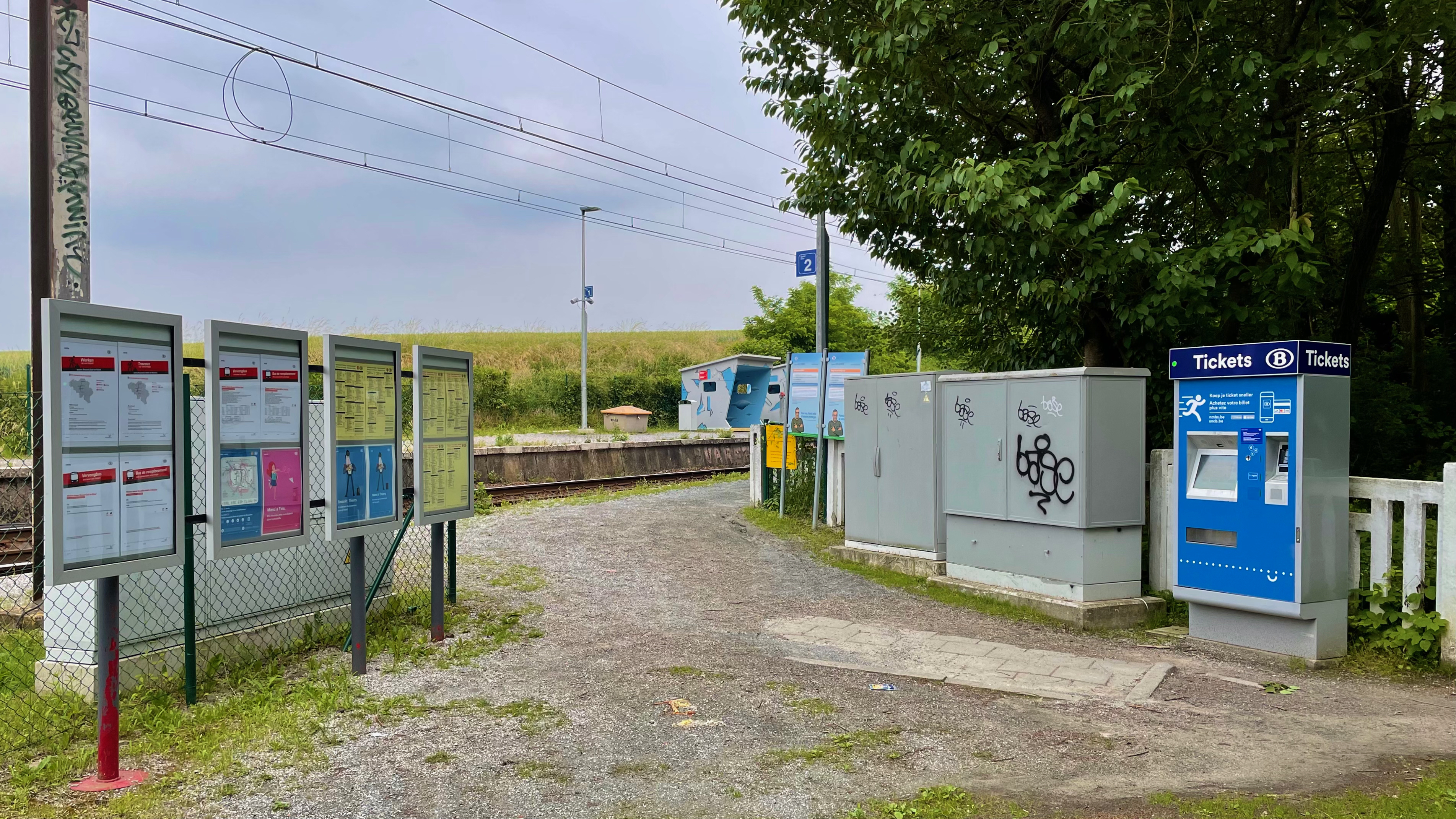
Toegang tot het station

## Reizigerstellingen
De grafiek en tabel geven het gemiddeld aantal instappende reizigers weer op een week-, zater- en zondag.
| Tabel: aantal instappende reizigers station Holleken | Tabel: aantal instappende reizigers station Holleken | Tabel: aantal instappende reizigers station Holleken | Tabel: aantal instappende reizigers station Holleken |
|                                                      | Weekdag                                              | Zaterdag                                             | Zondag                                               |
| ---------------------------------------------------- | ---------------------------------------------------- | ---------------------------------------------------- | ---------------------------------------------------- |
| 1977                                                 | 203                                                  | 79                                                   | 69                                                   |
| 1978                                                 | 193                                                  | 79                                                   | 58                                                   |
| 1979                                                 | 221                                                  | 70                                                   | 78                                                   |
| 1980                                                 | 156                                                  | 74                                                   | 79                                                   |
| 1981                                                 | 218                                                  | 75                                                   | 52                                                   |
| 1982                                                 | 250                                                  | 57                                                   | 79                                                   |
| 1983                                                 | 187                                                  | 51                                                   | 34                                                   |
| 1984                                                 | 168                                                  | 58                                                   | 45                                                   |
| 1985                                                 | 139                                                  | 53                                                   | 48                                                   |
| 1986                                                 | 126                                                  | 35                                                   | 48                                                   |
| 1987                                                 | 124                                                  | 43                                                   | 45                                                   |
| 1988                                                 | 122                                                  | 35                                                   | 33                                                   |
| 1989                                                 | 182                                                  | 42                                                   | 43                                                   |
| 1990                                                 | 164                                                  | 46                                                   | 36                                                   |
| 1991                                                 | 146                                                  | 37                                                   | 33                                                   |
| 1992                                                 | 158                                                  | 49                                                   | 42                                                   |
| 1993                                                 | 133                                                  | 92                                                   | 68                                                   |
| 1994                                                 | 150                                                  | 74                                                   | 33                                                   |
| 1995                                                 | 142                                                  | 57                                                   | 34                                                   |
| 1996                                                 | 115                                                  | 65                                                   | 32                                                   |
| 1997                                                 | 114                                                  | 39                                                   | 56                                                   |
| 1998                                                 | 109                                                  | 61                                                   | 55                                                   |
| 1999                                                 | 139                                                  | 69                                                   | 40                                                   |
| 2000                                                 | 149                                                  | 96                                                   | 50                                                   |
| 2001                                                 | 125                                                  | 77                                                   | 50                                                   |
| 2002                                                 | 135                                                  | 65                                                   | 48                                                   |
| 2003                                                 | 149                                                  | 96                                                   | 52                                                   |
| 2004                                                 | 144                                                  | 82                                                   | 30                                                   |
| 2005                                                 | 141                                                  | 55                                                   | 36                                                   |
| 2006                                                 | 155                                                  | 81                                                   | 62                                                   |
| 2007                                                 | 138                                                  | 84                                                   | 49                                                   |
| 2008                                                 | -                                                    | -                                                    | -                                                    |
| 2009                                                 | 100                                                  | 90                                                   | 48                                                   |
| 2010                                                 | -                                                    | -                                                    | -                                                    |
| 2011                                                 | -                                                    | -                                                    | -                                                    |
| 2012                                                 | 146                                                  | 50                                                   | 40                                                   |
| 2013                                                 | 150                                                  | 63                                                   | 58                                                   |
| 2014                                                 | 192                                                  | 75                                                   | 45                                                   |
| 2015                                                 | 140                                                  | 63                                                   | 53                                                   |
| 2016                                                 | 167                                                  | 101                                                  | 60                                                   |
| 2017                                                 | 174                                                  | 119                                                  | 89                                                   |
| 2018                                                 | 191                                                  | 108                                                  | 79                                                   |
| 2019                                                 | 170                                                  | 165                                                  | 86                                                   |
| 2020                                                 | 102                                                  | 79                                                   | 34                                                   |
| 2021                                                 | -                                                    | -                                                    | -                                                    |
| 2022                                                 | 138                                                  | 211                                                  | 107                                                  |
| 2023                                                 | 191                                                  | 278                                                  | 69                                                   |
| 2024                                                 | 192                                                  | 207                                                  | 139                                                  |

0,0: Brussel-Zuid ·
2,1: Vorst-Oost ·
4,0: Ukkel-Stalle ·
5,6: Ukkel-Kalevoet ·
7,8: Linkebeek ·
9,1: Holleken ·
11,4: Sint-Genesius-Rode ·
12,6: De Hoek ·
15,5: Waterloo ·
18,8: Eigenbrakel ·
23,4: Lillois ·
28,1: Baulers ·
29,3: Nijvel ·
33,6: Bois-de-Nivelles ·
37,0: Obaix-Buzet ·
40,9: Luttre ·
43,4: La Chaussée ·
46,5: Courcelles-Motte ·
48,7: Roux ·
49,5: Monceau ·
52,9: Marchienne-au-Pont ·
53,7: Marchienne-Oost ·
55,9: Charleroi-Centraal